# Alizzz
Cristian Quirante i Catalán (Castelldefels, 1984), més conegut com a Alizzz o Pisu, és un músic, compositor, DJ, productor musical i representant artístic català. Tot i que centrat en la música pop, barreja diferents estils com el house, R&B, trap, dancehall, afrobeat o reggaeton. Ha compost temes per a C. Tangana, Rosalía, Becky G, Lola Índigo, Aitana o Amaia, entre d'altres.

## Trajectòria
Abans de dedicar-se a la música, havia estudiat Enginyeria de Sistemes de Telecomunicació a l'Escola d'Enginyeria de Telecomunicació i Aeroespacial de Castelldefels i treballava com a programador.
El gener de 2019, Alizzz va presentar la seva pròpia discogràfica, Whoa Music, en col·laboració amb Warner Records Group. Ha guanyat tres Premis Grammys Llatins d'un total de sis nominacions.

### «Què passa nen» i polèmica musical
L'estiu del 2022, Alizzz va publicar la seva primera i única cançó en català, «Què passa nen», amb el títol basat en El Neng de Castefa, un personatge televisiu interpretat per Eduard Soto habitual al programa d'entrevistes nocturn que presentava Andreu Buenafuente. Incorporà en la lletra de la cançó, d'una banda, al·lusions positives a músics (prominents en castellà) com Chanel, Rosalía o Estopa, emmarcant-los en un «orgull xarnego». Tanmateix, n'afegí també d'altres cap a grups destacats del panorama musical en català, com El Petit de Cal Eril o Els Catarres (que en el passat havia publicat el la cançó «Jennifer» amb l'estrofa «Ara m'he enamorat d'una xoni de Castefa»), als quals s'hi referí amb fragments contundents com «vosaltres soneu avorrits i estirats» i titllant-los d'elit cultural. Aquesta dualitat fou interpretada pels analistes i significativament retreta pel públic com una expressió crítica d'Alizzz cap al sector cultural català i, alhora, com a befa (o mostra d'odi) d'un cantant d'èxit que no havia utilitzat mai abans aquesta llengua artísticament i que només l'aprofitava puntualment per a menysprear el panorama musical catalanoparlant. També se li retragué que confongués deliberadament cultura catalana i cultura en català per a victimitzar-se i que ho hagués fet sense escrúpols poc després d'haver guanyat tres premis Grammy. Alizzz ratificà després a la premsa que se sentia exclòs de la cultura catalana i que la cançó havia estat premeditada per tal que fos provocativa.
La tardor de l'any següent, com a resposta musical a aquella cançó, Els Catarres i Figa Flawas llançaren una col·laboració amb una versió amb lletra parcialment actualitzada de «Jennifer». Aquell nou senzill, dotze anys després de la versió inicial de 2011, fou estrenat el 15 de novembre de 2023, i inclogué un esment directe i molt punyent cap a la cançó d'Alizzz amb l'estrofa «Jo no guanyo Grammys perquè canto en català, no em vacil·lis amb elits culturals! (Què passa, nen!)».
El 2024, publicà l'àlbum musical Conducción temeraria, del qual presentà dos avançaments en forma de senzills: «Despertar», en col·laboració amb la cantant Maria Arnal, i «Carretera perdida», que ret homenatge a l'univers del director cinematogràfic David Lynch. Aquest treball discogràfic conté una única cançó en català, «No ho sé», la segona en la carrera artística d'Alizzz, en col·laboració amb la cantant Clara Viñals de Renaldo & Clara.

## Discografia
Àlbums d'estudi
- Tiene que haber algo más (2021)[21]
- Conducción temeraria (Whoa Music/Warner, 2024)

EP
- Loud (2012)
- Whoa! (2013)
- Your love (2015)
- Ocean drive (2016)
- Boicot (Whoa/Warner, 2023)[22]